# Kesselhütte
Kesselhütte ist ein ehemaliger Gemeindeteil der Gemeinde Gleißenberg im Landkreis Cham des Regierungsbezirks Oberpfalz im Freistaat Bayern.

## Geografie
Kesselhütte liegt 1 Kilometer nördlich von Gleißenberg an der Staatsstraße 2154 im Hüttenbachtal westlich der Kesselhänge.

## Geschichte
Mit dem Bau der Kesselhütte (auch: Glaßhütte im Kößl, Kessel, Koestelhütten, Kestlhütte, Koestl) wurde 1802 begonnen. Ihr Besitzer war Zacharias II. Freiherr von Voithenberg zu Herzogau, ihr Erbauer war Georg Ascherl. Bei der Kesselhütte befanden sich fünf Häuser mit Wohnungen für die Arbeiter und ein Hüttenwirtshaus.
Die Kesselhütte war eine Glashütte, die von 1804 bis in das 20. Jahrhundert hinein bestand, dann aber wüst fiel.
Als 1821 Zacharias II. von Voithenberg das Rittergut Herzogau mit Bräuhaus und Glashütte seinem Sohn Johann Nepomuk von Voithenberg übergab, behielt er Voithenberg-Öd und Kesselhütte für sich und leitete diese Unternehmen bis 1843 selbst.
Die Glashütten verbrauchten sehr viel Holz. Dieses wurde dem Kesselwald entnommen an dem auch die Bewohner von Gleißenberg Holzrechte hatten. Darüber gab es zwischen den Bewohnern von Gleißenberg und den Betreibern der Kesselhütte in den Jahren von 1804 bis 1850 ständigen Streit.
1808 wurde die Verordnung über das allgemeine Steuerprovisorium erlassen. Mit ihr wurde das Steuerwesen in Bayern neu geordnet und es wurden Steuerdistrikte gebildet. Dabei kam Kesselhütte zum Steuerdistrikt Gleißenberg. Der Steuerdistrikt Gleißenberg bestand aus den Dörfern Gleißenberg, Gschwand, Lixenried, den Weilern Bogen und Koestelhütten (= Kesselhütte) und den Einöden Tradl und Berghof.
1820 wurden im Landgericht Waldmünchen Ruralgemeinden gebildet. Dabei kam Kesselhütte zur Ruralgemeinde Gleißenberg. Zur Ruralgemeinde Gleißenberg gehörten neben Gleißenberg mit 74 Familien der Weiler Kesselhütte mit 22 Familien und die Einöden Berghof mit 2 Familien und Hofmühl mit 1 Familie.
Ried bei Gleißenberg gehörte zunächst ab 1818 zur Gemeinde Ränkam. 1851 wurde es selbständige Gemeinde. 1945 wurde die Gemeinde Ried aufgelöst, aus dem Landkreis Cham herausgetrennt und in den Landkreis Waldmünchen eingeordnet und der Gemeinde Gleißenberg angegliedert.
Die Gemeinde Gleißenberg konnte ihren Bestand über die Gebietsreform in Bayern in den Jahren 1971 bis 1980 hinüber retten. Sie bestand nun aus den Dörfern Gleißenberg und Ried und den Einöden Berghof und Hofmühle. 1978 schlossen sich die Gemeinde Gleißenberg und die Gemeinde Weiding zu einer Verwaltungsgemeinschaft zusammen.
Im Ortschaften-Verzeichnis des Königreichs Bayern von 1900 wurde Kesselhütte das letzte Mal als Ortsteil von Gleißenberg erwähnt. Die Kirchenmatrikel (1913 und 1997) führten Kesselhütte allerdings als Ortsteil weiter, auch noch im Jahr 1997 mit 20 Katholiken. Im Atlas des Zensus 2011 werden für die Umgebung der ehemaligen Kesselhütte 10 Einwohner angezeigt.
Kesselhütte gehört zur Pfarrei Gleißenberg, Dekanat Cham. Sie wurde in der Pfarrmatrikel von 1838 aufgeführt. Die Pfarrei Gleißenberg bestand zu dieser Zeit aus Gleißenberg, Berghof, Bogen, Bonholz, Eschlmais, Gschwand, Häuslarn, Hofmühl, Köstl (=Kesselmühle), Lixenried, Ried, Tradl und Wiegen. Zur Pfarrei Gleißenberg gehörte die Filialkirche Geigant mit Katzbach, Kühnried,  Lodischhof, Machtesberg, Ochsenweid, Roßhöfe, Sinzendorf und Zillendorf. 1997 hatte Kesselhütte 20 Katholiken.

## Einwohnerentwicklung von 1820 bis 1913
| Jahr | Einwohner   | Gebäude |
| ---- | ----------- | ------- |
| 1820 | 22 Familien | k. A.   |
| 1838 | 105         | 7       |
| 1861 | 113         | 8       |
| 1871 | 78          | 12      |
| 1885 | 74          | 6       |
| 1900 | 24          | 5       |
| 1913 | 41          | 6       |